# Вроцлавсько-Кошалінська єпархія УГКЦ
Вроцлавсько-Кошалінська єпархія (пол. Eparchia wrocławsko-koszalińska, лат. Dioecesis Vratislaviensis-Cosalinensis ritus byzantini ucraini) — єпархія Української греко-католицької церкви у Польщі. Разом з Перемишльсько-Варшавською архієпархією і Ольштинсько-Ґданською єпархією входить до складу Перемишльсько-Варшавської митрополії. До 25 листопада 2020 року функціонувала як Вроцлавсько-Ґданська єпархія.

## Територія
Єпархія охоплює західну частину Польщі. Осідок єпископа розташований у Вроцлаві.

## Історія
Єпархію створено буллою Римського Архиєрея Івана Павла II 1 червня 1996 року як Вроцлавсько-Ґданську єпархію. 25 листопада Папа Франциск створив на півночі Польщі нову єпархію Ольштинсько-Ґданську. У результаті цього утворення до нової єпархії увійшла частина території дотеперішньої Вроцлавсько-Ґданської єпархії, а сама єпархія була перейменована на Вроцлавсько-Кошалінську.
6 лютого 2023 року Вроцлавсько-Кошалінська єпархія, як і вся Перемишльсько-Варшавська митрополія, зважаючи на попереднє рішення УГКЦ в Україні та висловленні думки Делегатів спільного Єпархіального Собору в Поршевиці в червні 2022 року, ухвалила рішення перейти на новоюліанський календар з 1 вересня 2023 року.

## Єпископи
- Теодор Майкович (24 травня 1996 р.;— 9 травня 1998 р. помер),
- Володимир Ющак, ЧСВВ (24 квітня 1999 р. до сьогодні),
  - Маріуш Дмитерко, 10 липня 2025 року номінований єпископом-помічником.

## Статистичні дані
На 2017 р. єпархія налічувала 25 000 вірних, 36 священиків (у тому числі 1 ієромонах), 56 парафій (об'єднаних у 4 деканати — 1 грудня 2017 року були утворені ще 2 деканати), 1 чернець і 8 черниць.